# En ubehagelig fejltagelse
En ubehagelig fejltagelse er en amerikansk stumfilm fra 1921 af Buster Keaton og Malcolm St. Clair.

## Medvirkende
- Buster Keaton
- Virginia Fox
- Joe Roberts
- Malcolm St. Clair som Shot Dan
- Edward F. Cline
- Jean C. Havez